# Hiroyuki Nishiuchi
Hiroyuki Nishiuchi (Japans: 西内　洋行, Nishiuchi Hiroyuki) (Minamisōma, 13 oktober 1975) is een triatleet uit Japan. 
Hiroyuki deed in 2000 mee aan de triatlon op de Olympische Zomerspelen van 2000 in Sydney. Hij behaalde een 46e plaats in een tijd van 1:56.59,76. Vier jaar later nam hij deel aan de Olympische Spelen van Athene. Daar behaalde hij op een zwaarder parcours een 32e plaats in een tijd van 1:57.43,51.

## Palmares

### triatlon
- 1999: 62e WK olympische afstand in Montreal - 1:52.17
- 1999: 6e Aziatische kampioenschappen
- 2000:  Aziatische kampioenschappen
- 2000: 31e WK olympische afstand in Perth - 1:54.09
- 2000: 46e Olympische Spelen van Sydney - 1:56.59,76
- 2001: 50e WK olympische afstand in Edmonton - 1:53.38
- 2002:  Aziatische kampioenschappen
- 2002: 34e WK olympische afstand in Cancún - 1:55.13
- 2002: 38e WK lange afstand in Nice - 6:57.33
- 2003: 28e WK olympische afstand in Queenstown - 1:58.09
- 2004: 40e WK olympische afstand in Funchal - 1:45.21
- 2004: 32e Olympische Spelen van Athene - 1:57.43,51
- 2005: 36e WK olympische afstand in Gamagōri - 1:52.54
- 2005: 90e Ironman Hawaï - 9:17.17
- 2007: 66e WK olympische afstand in Hamburg - 1:51.30
- 2007: 69e Ironman Hawaï - 9:18.41
- 2008: 67e WK olympische afstand in Vancouver - 1:59.09
- 2009: 73e Ironman Hawaï - 9:23.13